# Poeira da Lua
"Poeira da Lua" é uma canção da dupla sertaneja brasileira Marcos & Belutti. A canção foi lançada como segundo single do álbum Acústico Tão Feliz no dia 4 de maio de 2015, e nesta data alcançou o topo das rádios.

## Composição
A canção é composta por Matheus Santos e Bruno Caliman, mesmo escritor de "Domingo de Manhã".

## Videoclipe
A canção ganhou um videoclipe oficial em 4 de maio de 2015, o enredo do clipe traz a história de um homem que, enquanto caminha sozinho, encontra um amor que o traz de volta a realidade. “Sem dúvida essa música é mais um hit. Ela é muito boa de ouvir e estamos apostando nela como nossa nova música de trabalho. Esperamos que o público goste dela tanto quanto nós gostamos”, completa Belutti.

## Lista de faixas
| Download digital |                 |         |  |
| N.º              | Título          | Duração |  |
| 1.               | "Poeira da Lua" | 3:14    |  |

## Desempenho nas tabelas musicais
| Tabela musical (2015)                     | Melhor posição |
| ----------------------------------------- | -------------- |
| Brasil - Billboard Brasil Hot 100 Airplay | 3              |